# Кривдик Роман Володимирович
Роман Володимирович Кривдик (нар. 1 грудня 1986, Львів) — актор Львівського академічного драматичного театру імені Лесі Українки та Національний академічний український драматичний театр імені Марії Заньковецької.

## Життєпис
1992-1998 – СЗШ м. Львова №11. 1998-2003 – приватний ліцей ім. Климентія Шептицького. 
У 2003 році вступив у Львівський національний університет імені Івана Франка, факультет культури і мистецтв, кафедра театрознавства та акторської майстерності, керівник курсу н. а. України Богдан Козак. Закінчив університет у 2007 році та отримав кваліфікацію «Актор драматичного театру та кіно». 
Один місяць працює актором драми в театрі ЗахОк і йде в армію (2007-2008 рр.). Після повернення з армії повертається в цей же театр на посаду актора (2008-2010 роки). У зв’язку з складною ситуацією в театрі, зокрема, зміною керівництва, змушений звільнитися з театру. Відтак, з 2010 по 2014, працює актором у Першому українському драматичному театрі для дітей та юнацтва. Не допрацювавши театральний сезон 2014/2015 років покидає Перший український театр для дітей та юнацтва. Натомість, починає займається соціальною діяльністю (соціальний працівник ЛОВ ВБО «Всеукраїнська мережа ЛЖВ») з 2015 по 2016 роки. 
З квітня 2015 року по липень 2016 – мобілізований в ЗСУ. 
З листопада 2017 року по грудень 2021 актор драми Львівського академічного драматичного театру імені Лесі Українки. 
У 2020 на екрани вийшов фільм «Екс» за його участі.

## Акторські роботи в театрі
Львівський академічний драматичний театр імені Лесі Українки
- Єгор, “Крила ангела” (режисерка – з.а. України Людмила Колосович)
- Вовк, “Червона шапочка” (режисерка – з.а. України Людмила Колосович)
- Гуцик-Буцик, “Гуцик-Буцик” (режисер – н.а. УРСР Віктор Щербаков)
- Финтик, “Москаль-чарівник” (режисер – н.а. УРСР Віктор Щербаков)
- Попович, “Сорочинський ярмарок” (режисер – Володимир Федоров)
- Шварц, “Темна комедія” (режисер – Сергій Кузик)
- в якості помічника режисера працював над виставою “Кольори” (режисер – з.д.м. України Олексій Кравчук)
- в якості помічника режисера працював над виставою “Дуже смішна комедія” (режисер – Вадим Тадер)
- 2017 -  Мі, треш-детектив “Людина в підвішеному стані” (режисер – Ігор Білиць)
- 2017 - Крихітка Тім, вистава для всієї родини “Різдвяна історія” (режисерка – Олена Апчел)
- 2018 - Кошеня, алегорична комедія “боженька” (режисер – Ігор Білиць)

Національний академічний український драматичний театр імені Марії Заньковецької
- Майор Кравашон, водевіль “Майор Кравашон” (режисер – н.а. України Богдан Козак)
- Маг Раджапур, “Готель двох світів” (режисер – н.а. України Богдан Козак)

Перший академічний український театр для дітей та юнацтва
- Трунар, Доктор, “Олівер Твіст” (режисер – Роман Валько)
- Том, “Скляний звіринець” (режисер – Юрій Мисак)
- Стредлейтер, “Над прірвою в житі”
- Студент-турист, “Бравий студент Швейк” (режисер – н.а. України Мирон Лукавецький)
- Брюлов, “Наш Тарас” (режисер – Роман Валько)
- Денис, Дух, Нарком “Втеча з реальності” (режисер – Володимир Борисюк)
- Парубок, “За двома зайцями” (режисер – В’ячеслав Жила)
- Іван Франко, “Таїна буття” (режисер – Володимир Борисюк)
- Омар, “Русалонька” (режисер – Юрій Мисак)
- Злодій, “Пеппі Довгапанчоха”
- Малюк, “Малюк і Карлсон”
- Брат Інги, “Дикі лебеді”
- Ангел, “Зоряний хлопчик” (режисер – Роман Валько)
- Пінгвін, “О восьмій вечора на ковчезі”
- Енді, “Лялька Реггеді Енн” (режисер – Юрій Мисак)
- Хрущ, “Дюймовочка”
- Бровко, “Б’ютіфул Карпати” (режисерка – Ольга Гапа)
- Кіт Мяуро, “Піноккіо”

Київська академічна майстерня театрального мистецтва «Сузір’я»
- 2015 – Іван Франко, “Таїна буття” (режисер – Володимир Борисюк)

Вільне творче об’єднання «Майстерня Мистецький Простір»
- Іван, Семияр, Перелесник, еко-вистава “Івана Купала” (режисерка – Уляна Мороз)
- Олелько, середньовічна байка “Блазень Олелько” (режисерка – Уляна Мороз)
- щорічна вулична містерія “Вертеп” (режисерка – Уляна Мороз)
- Полюга, вербатім “Двадцятилітні” (режисерка – Уляна Мороз)